# 加尔默罗会
加尔默罗会（拉丁語：Ordo fratrum Beatæ Virginis Mariæ de monte Carmelo，又譯迦密會，俗称圣衣会），是天主教托缽修會之一。12世纪中叶，由意大利人贝托尔德（Bertold）创建于巴勒斯坦的加尔默罗山（又译“迦密山”）。会规严格，包括守斋、苦行、缄默不语、与世隔绝。

## 歷史
加爾默耳山是以色列的一座高山，在聖經上屢被上主降福的象徵(依35：2 ;歌7：6)，是眾先知時代苦修祈禱的地方。厄里亞先知曾久居此地，是以亦名「厄里亞山」他在這山上曾與依則貝耳供養的450個假先知對質(列上18：19-20)，證明其虛偽。耶穌降生後，那些先知的弟子們都移到歐洲等各地成立嘉爾默羅隱修院，傳福音的方式和以前一樣：祈禱、隱修和勞動工作。
公元1251年，在英國的隱修院院長聖西滿思鐸神父和各會士日夕熱切祈禱。因此聖母特別顯現於聖西滿思鐸神父，頒授棕色的聖母聖衣；並許諾：「凡佩戴而孝愛聖母的人，能得到善終，死後在煉獄，聖母要迅速救他升天堂」。因此，加尔默罗会也中譯聖衣會。

### 现状

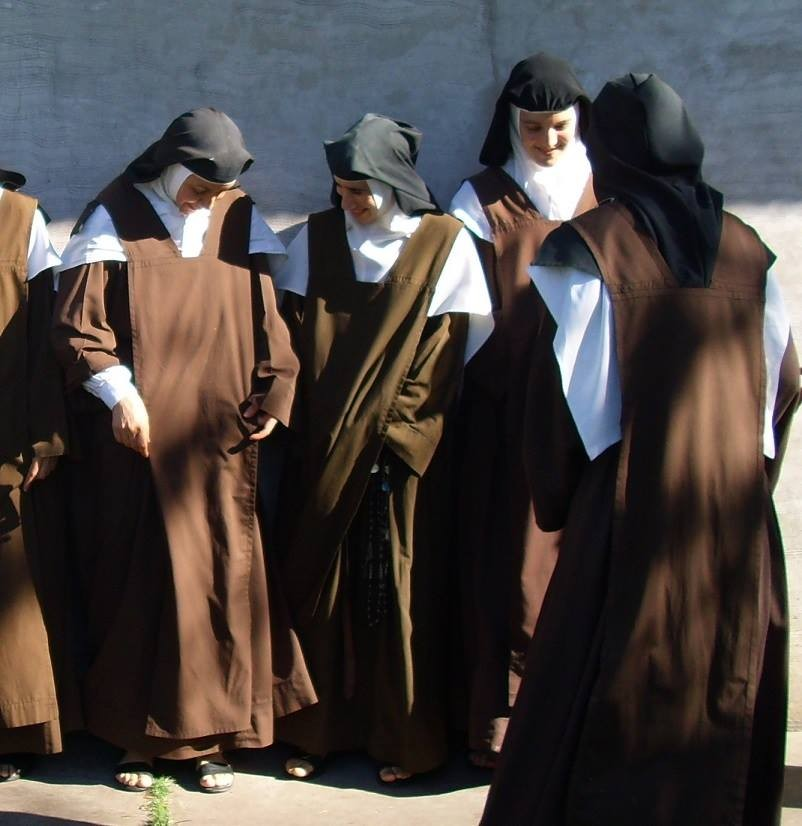
阿根廷諾戈亞的加尔默罗会修女

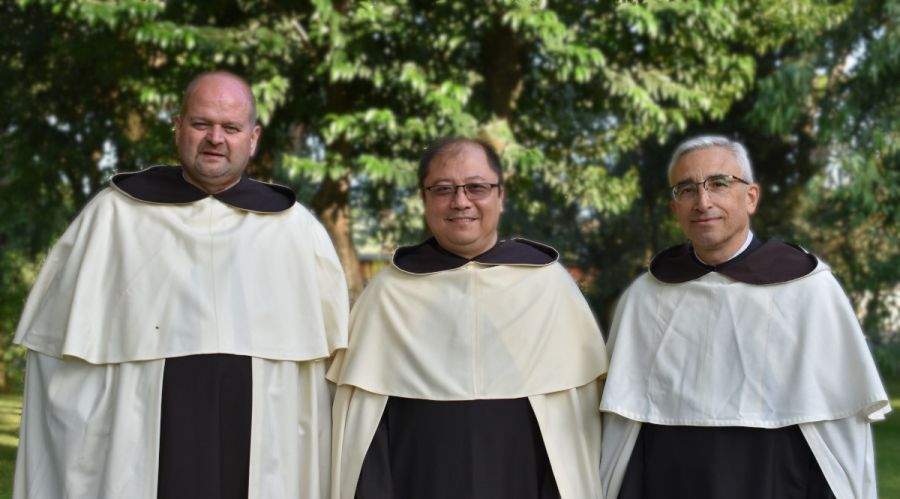
加尔默罗会修士

2001年，成员增长到25个主教轄區的2,100名男性修道士，和70座修道院的700名隐修女。此外，全世界还有25,000-30,000名在俗会员。主教轄區分佈於澳大利亚、巴西、英国、加拿大、智利、匈牙利、德国、印度、印尼、爱尔兰、意大利、马耳他、荷兰、波兰、新加坡、西班牙、馬拉威、葡萄牙與美国。直属于總會長的組織分布在阿根廷、法国、捷克、多米尼加共和国、黎巴嫩、菲律宾和葡萄牙。
加尔默罗会傳教團分佈於玻利维亚、布基纳法索、喀麦隆、哥伦比亚、馬拉威、印度、肯尼亚、立陶宛、墨西哥、莫桑比克、秘鲁、罗马尼亚、坦桑尼亚、特立尼达、委内瑞拉和津巴布韦。
隐修院修女分布在巴西、丹麥、多米尼加共和国、芬蘭、德国、匈牙利、印尼、冰島、愛爾蘭、意大利、肯尼亚、荷兰、紐西蘭、尼加拉瓜、挪威、秘鲁、菲律宾、西班牙、瑞典、葡萄牙、馬拉威、臺灣、英國和美国。男女隐修院分布在巴西、法国、印尼、黎巴嫩、意大利和美国。

## 各地情形

### 中国
18世紀，曾有2名加爾默羅會士至北京，並客死於中國。1869年加尔默罗会传入中国上海，1874年在上海建立土山湾圣衣院（原址即今上海电影制片厂），以后又在重庆、云南和香港赤柱建立修院。男修会则在湖北黄州创立修院。1950年撤出中国大陆，当时有修女14人，其中外籍6人。

#### 上海
2008年底，为建造电影博物馆，上海电影制片厂拆除了圣衣院大楼。

#### 重慶
1920年9月，天主教重慶教區主教舒福隆邀請上海聖衣院來渝。1921年5月18日，上海派法籍安納保祿為首的外籍修女4人、中國修女3人來渝成立重慶修會，暫住曾家岩諶家院子，設苦修院1所，1925年在龍家灣152、153號的修會房屋落成，才由諶家院子搬入，隨即招收萬席珍等3名中國修女入會。該院設正、副院長、當家各1人。歷任院長均法籍。修女著灰衣，入院後即不得外出，平時在院內做手工、種菜、念經、學拉丁文。死後葬該院內。該院經濟來源為修女入院交納保證金、修女繼承遺產和親友捐贈、羅馬和法國聖衣會常年補貼、修女手工收入等。該會在重慶成立後，先後入會的有中國修女30人，外籍修女15人，其中除病故、退出和還俗者外，至1949年12月院內尚有中國修女13人，外籍修女7人。50年代初，有修女18人，1951年8月1日，7名外籍修女離渝回國。1952年，中國修女萬席珍任院長、鄧宇芳任副職，1985年，尚有萬席珍等5名修女住在若瑟堂附近的教會房內。1995年舊城改造時，苦修院被拆除，在原址上建起了市環保局宿舍。
該堂地址在今渝中區龍家灣關聖梯聖家醫院。另外民國時期明誠中學位於上曾家岩苦修院內，其前身為啟明學堂。學校設初小、初中，教師主要以教堂修女兼任，教授法語、格致學和其他科學知識。上曾家岩天主教苦修院創辦人為法國傳教士潘耶，教堂選址在曾家岩北面山坡的上部，總體規劃依山就勢，房屋依地形的變化由下往上分台布置，教堂分為誦經區和教學區兩大部分，其間由一條名為「梯聖關」的十字形甬道從中分開。該甬道在平面上又恰好形成拉丁十字造型。除經堂為二層樓房外，其餘多為平房，體量都不大，唯有經堂前的尖頂塔樓向上突起，打破了附近建築群的橫向格局。教堂在巧妙利用自然山形地貌上手法獨特，可以讓人隱約感受到歐洲古典同林式布局構圖的趣味。

### 臺灣
1954年在台湾新竹芎林建立修女隱修院，1996年在台北深坑建立另個修女隱修院。2018年底，芎林隱修院人數再次達到上限，於是在台湾嘉義縣大林籌建另個修女隱修院，並發出公開募款信。

## 知名人物
- 阿維拉的德蘭
- 十字若望
- 利雪的德蘭
- 艾蒂特·史坦茵

## 资源与外部链接
- Scaff-Herzog宗教百科全书
- 加尔默罗会网站目录（页面存档备份，存于）
- 圣母无玷始胎加尔默罗会
- "加尔默罗会"（页面存档备份，存于）， Benedict Zimmerman. 天主教百科全书, 1908.
- 加尔默罗会主页(O.Carm.)（页面存档备份，存于）